# Michel Rocard

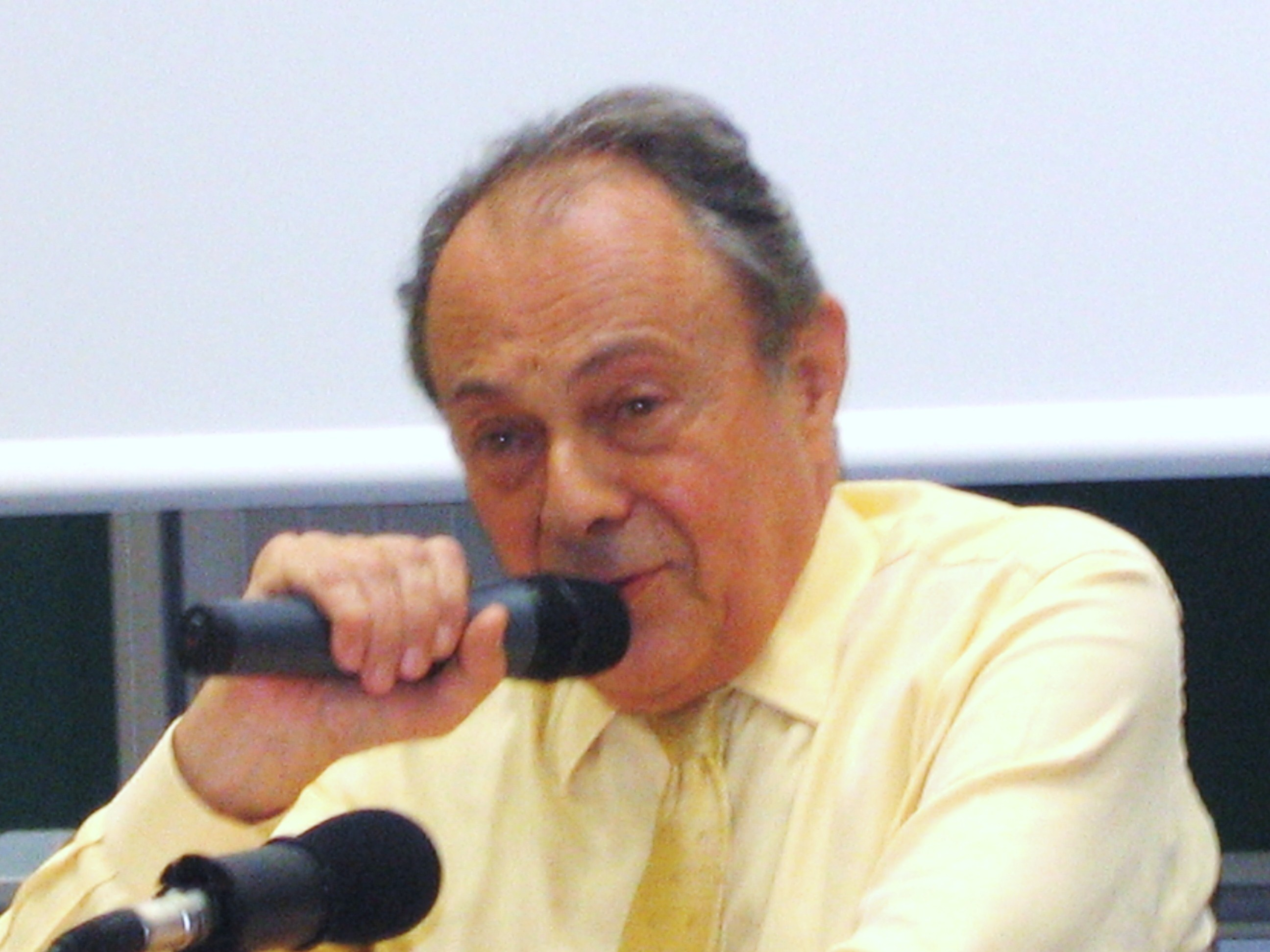
Michel Rocard

Michel Rocard, född 23 augusti 1930 i Courbevoie i Hauts-de-Seine, död 2 juli 2016 i Paris, var en fransk socialistisk politiker som var premiärminister under François Mitterrand från 1988 till 1991.

## Politisk biografi
Under Mitterrands första presidentperiod innehade Rocard flera ministerposter, bland annat jordbruksminister (1983–1985). Han avgick i protest mot införandet av ett proportionellt valsystem. Han hoppades förgäves att Mitterrand inte skulle kandidera till president i valet 1988, så att han själv kunde bli socialisternas kandidat.
Efter återvalet av Mitterrand utsågs Rocard till premiärminister. Rocard var mycket populär bland väljarna och hans position till höger bland socialisterna stämde väl överens med valkampanjens slogan: "ett enat Frankrike". Som premiärminister ledde han frågan om Nya Kaledonien, som slutade med problem i territoriet. Hans meriter inkluderar också en minskande arbetslöshet och storskaliga reformer inom finansieringen av välfärdsstaten. Rocard hade notoriskt dåliga relationer med president Mitterrand hela hans mandatperiod. När Rocards popularitet minskade 1991, tvingade president Mitterrand honom att avgå.
Från 1994 till 2009 var Rocard ledamot i europaparlamentet. Han är känd för sitt motstånd mot förslaget att tillåta mjukvarupatent i Europa och har varit en stor anledning till att förslaget avslogs den 6 juli 2005.